# عماد هاشم
عماد هاشم حارس مرمى عراقي سابق تألق في بطولة كأس العالم للشباب في السعودية عام 1989، بعدها تم استدعاءه لصفوف المنتخب العراقي الأول وقدم مستوى متميزاً في أغلب المباريات التي شارك فيها، ظل حارساً للمنتخب العراقي لفترات متفرقة حتى عام 2001. لعب لنادي الشرطة العراقي.

## الاندية التي مثلها
1. 1-نادي الشرطة في الدوري الممتاز لمدة أربعة عشرة عاما.
2. 2-نادي الزوراء لموسم 1997-1998.
3. 3-نادي شباب الساحل اللبناني لموسم 1998-1999.
4. 4-نادي وحدة صنعاء اليمني لموسم 2000-2001.
5. 5-نادي سلنكور الماليزي ولعب معه مباراة ضد مانشستر يونايتد الإنكليزي سنة 1995.

## مشاوره مع المنتخبات
1-مثل منتخب العراق للناشئين في بطولة فلندا تحت 16 سنة في سنة 1985 وأحرز المركز الأول. وفي بطولة غوتا الدولية في السويد تحت 16 سنة في سنة 1985 وأحرز المركز الأول.
2-المشاركة في بطولة الاندية العربية مع نادي الرشيد في السعودية سنة 1987 (المركز الأول).
3-المشاركة في بطولة الخليج التاسعة في السعودية سنة 1988 حيث فاز العراق بلقب البطولة، وكان الحارس الأحتياطي.
4-المشاركة في نهائيات كأس العالم للشباب في السعودية سنة 1988. وقدم مستوى متميزاً حيث خسر العراق مباراة ربع النهائي أمام منتخب الولايات المتحدة 1-2
5-شارك كحارساً أحتياطياً في النهائيات الأولمبية في سيؤول 1988.
6-المشاركة في بطولة الصداقة والسلام في الكويت سنة 1989 وأحرز العراق لقب البطولة. وتألق عماد هاشم في المباراة النهائية بعد فوز العراق على أوغندا بضربات الجزاء.
7- شارك كحارساً أساسيا في بطولة الخليج العاشرة 1990 التي أقيمت في الكويت.
8-شارك في بطولة الأردن الدولية سنة 1992 المركز الثاني.
9-شارك في تصفيات كأس العالم 1994 حيث لعب 10 مباريات من أصل 15.
10-شارك في بطولة مرديكا الدولية في سنة 1995 مع المنتخب الأولمبي حيث أحرز المركز الأول.
11-شارك في تصفيات ونهائيات امم آسيا التي اقيمت في الأردن والإمارات سنة 1996.
12-شارك في تصفيات كأس العالم سنة 1998.
13-مثل منتخب العراق في بطولة امم آسيا سنة 2000 التي أقيمت في لبنان.
14-أحد اللاعبين المشاركين في تصفيات كاس العالم في كوريا واليابان سنة 2002.
15- أحد اللاعبين المشاركين مع نادي الشرطة في بطولة الاندية العربية التي أقيمت في مصر سنة 2003.

## الانجازات والالقاب
1- لعب للمنتخب الوطني العراقي 75 مباراة دولية.
2-أفضل حارس مرمى في العراق للسنوات 1990-1991-1992-1995 -1996 -1997 -2000.
3-أفضل حارس مرمى في بطولتي فلندا والسويد للناشئين تحت 16 سنة في سنة 1985.
4-أفضل لاعب في بطولة مرديكا سنة 1995 وحصلت على الكرة الذهبية.
5-حصل مع نادي الزرواء على بطولة الكاس سنة 1997 -1998.
6-حصل على درع الدوري مع نادي اربيل للأعوام
2007/2008/2009
7- حصل مع نادي الزوراء على درع الدوري 2016 .
8- حصل مع نادي الزوراء على المركز الثاني في بطولة كأس العراق 2016 .

## عماد هاشم مدربا

### الشهادات التدريبية
1-حاصل على شهادة تدريب حراس المرمى التي اقيمت في بغداد سنة 1999.
2-حاصل على شهادة تدريب حراس المرمى من الاتحاد العراقي لكرة القدم سنة 2000.
3- حاصل على شهادة تدريب c للصقل من الاتحاد العراقي لكرة القدم.
4- حاصل على شهادة تدريب حراس المرمى من الاتحاد الألماني لكرة القدم سنة 2010.
5- حاصل على شهادة تدريبية من الاتحاد الألماني للتدريب العام لسنة 2010.
6- حاصل على شهادة (A-B-C) الآسيوية في التدريب العام.
7- حاصل على شهادة الآسيوية في تدريب حراس المرمى المستوى الأول والمستوى الثاني.

### الفرق والمنتخبات التي قام بتدريبها
1- درب حراس مرمى نادي الشرطة سنة 2000 كلاعب ومدرب.
2- درب حراس مرمى وحدة صنعاء اليمني سنة 2001 كلاعب ومدرب.
3- درب حراس مرمى شباب الساحل سنة 1998 مدرب ولاعب.
4- درب حراس مرمى المنتخب الوطني للناشئين للاعوام 2005-2006.
5- درب حراس مرمى منتخب الوطني للشباب سنة 2007.
6- درب حراس مرمى نادي الرمثا الأردني سنة 2007-2008.
7- درب حراس مرمى نادي اربيل للاعوام 2008-2009-2010-2011.
8- درب حراس مرمى نادي كربلاء 2012.
9- درب حراس مرمى نادي النجف 2013.
10- درب حراس مرمى نادي النفط 2014.
11- درب حراس مرمى المنتخب الوطني العراقي في بطولة امم آسيا 2015.
12- درب حراس مرمى نادي الزوراء 2016.
13- درب حراس مرمى نادي الزوراء 2017 .
14-درب حراس مرمى القوة الجوية 2018.
15-درب حراس مرمى نادي الطلبة 2019.
16-درب حراس مرمى نادي الشرطة 2020و 2021.